# Солнечный ветер
Со́лнечный ве́тер — поток ионизированных частиц (в основном гелиево-водородной плазмы), истекающий из солнечной короны со скоростью 300—1200 км/с в окружающее космическое пространство. Является одним из основных компонентов межпланетной среды.
Для сравнения, скорость солнечного ветра всего в 250—1000 раз меньше скорости света.
Множество природных явлений связано с солнечным ветром, в том числе такие явления космической погоды, как магнитные бури и полярные сияния.
В отношении других звёзд употребляется термин звёздный ветер, так что по отношению к солнечному ветру можно сказать «звёздный ветер Солнца».
Не следует путать понятия «солнечный ветер» (поток ионизированных частиц, долетающий от Солнца до Земли за 2—3 суток) и «солнечный свет» (поток фотонов, долетающий от Солнца до Земли в среднем за 8 минут 17 секунд). В частности, именно эффект давления солнечного света используется в проектах так называемых солнечных парусов. Двигатель для космического аппарата, использующий в качестве источника тяги импульс ионов солнечного ветра, называется электрическим парусом.

## История
Предположение о существовании постоянного потока частиц, летящих от Солнца, впервые было высказано британским астрономом Ричардом Кэррингтоном. В 1859 году Кэррингтон и Ричард Ходжсон независимо наблюдали то, что впоследствии было названо солнечной вспышкой. На следующий день произошла геомагнитная буря, и Кэррингтон предположил связь между этими явлениями. Позже Джордж Фитцджеральд высказал предположение, что материя периодически ускоряется Солнцем и за несколько дней достигает Земли.
В 1916 году норвежский исследователь Кристиан Биркеланд написал: «С физической точки зрения наиболее вероятно, что солнечные лучи не являются ни положительными, ни отрицательными, но и теми и другими вместе». Другими словами, солнечный ветер состоит из отрицательных электронов и положительных ионов.
Три года спустя, в 1919 году Фредерик Линдеманн также предположил, что частицы обоих зарядов, протоны и электроны, приходят от Солнца.
В 1930-х годах учёные определили, что температура солнечной короны должна достигать миллиона градусов, поскольку корона остаётся достаточно яркой при большом удалении от Солнца, что хорошо видно во время солнечных затмений. Позднее спектроскопические наблюдения подтвердили этот вывод. В середине 1950-х годов британский математик и астроном Сидни Чепмен определил свойства газов при таких температурах. Оказалось, что газ становится великолепным проводником тепла и должен рассеивать его в пространство за пределы орбиты Земли. В то же время немецкий учёный Людвиг Бирманн заинтересовался тем фактом, что хвосты комет всегда направлены от Солнца. Бирманн предположил, что Солнце испускает постоянный поток частиц, которые создают давление на газ, окружающий комету, образуя длинный хвост.
В 1955 году советские астрофизики С. К. Всехсвятский, Г. М. Никольский, Е. А. Пономарёв и В. И. Чередниченко показали, что протяжённая корона теряет энергию на излучение и может находиться в состоянии гидродинамического равновесия только при специальном распределении мощных внутренних источников энергии. Во всех других случаях должен существовать поток вещества и энергии. Этот процесс служит физическим основанием для важного явления — «динамической короны». Величина потока вещества была оценена из следующих соображений: если бы корона находилась в гидростатическом равновесии, то высоты однородной атмосферы для водорода и железа относились бы как 56/1, то есть ионов железа в дальней короне наблюдаться не должно. Но это не так. Железо светится во всей короне, причём FeXIV наблюдается в более высоких слоях, чем FeX, хотя кинетическая температура там ниже. Силой, поддерживающей ионы во «взвешенном» состоянии, может быть импульс, передаваемый при столкновениях восходящим потоком протонов ионам железа. Из условия равновесия этих сил легко найти поток протонов. Он оказался таким же, какой следовал из гидродинамической теории, подтверждённой впоследствии прямыми измерениями. Для 1955 года это было значительным достижением, но в «динамическую корону» никто тогда не поверил.
Тремя годами позже Юджин Паркер сделал вывод, что горячее течение от Солнца в чепменовской модели и поток частиц, сдувающий кометные хвосты в гипотезе Бирманна — это два проявления одного и того же явления, которое он назвал «солнечным ветром». Паркер показал, что даже несмотря на то, что солнечная корона сильно притягивается Солнцем, она столь хорошо проводит тепло, что остаётся горячей на большом расстоянии. Так как с расстоянием от Солнца его притяжение ослабевает, из верхней короны начинается сверхзвуковое истечение вещества в межпланетное пространство. Более того, Паркер был первым, кто указал, что явление ослабления гравитации имеет то же влияние на гидродинамическое течение, что и сопло Лаваля: оно производит переход течения из дозвуковой в сверхзвуковую фазу.
Теория Паркера была подвергнута жёсткой критике. Статья, посланная в 1958 году в Astrophysical Journal, была забракована двумя рецензентами и только благодаря редактору, Субраманьяну Чандрасекару, попала на страницы журнала.
Однако в январе 1959 года первые прямые измерения свойств солнечного ветра (Константин Грингауз, ИКИ АН СССР) были проведены советской станцией «Луна-1», посредством установленных на ней сцинтилляционного счётчика и газового ионизационного детектора. Три года спустя такие же измерения были проведены и американкой Марсией Нейгебауэр по данным станции «Маринер-2».
Всё же ускорение ветра до высоких скоростей ещё не было понято и не могло быть объяснено из теории Паркера. Первые численные модели солнечного ветра в короне с использованием уравнений магнитной гидродинамики были созданы Джеральдом Ньюменом и Роджером Коппом в 1971 году.
В конце 1990-х годов с помощью ультрафиолетового коронального спектрометра на борту спутника SOHO были проведены наблюдения областей возникновения быстрого солнечного ветра на солнечных полюсах. Оказалось, что ускорение ветра много больше, чем предполагалось, исходя из чисто термодинамического расширения. Модель Паркера предсказывала, что скорость ветра становится сверхзвуковой на высоте 4 радиусов Солнца от фотосферы, а наблюдения показали, что этот переход происходит существенно ниже, примерно на высоте 1 радиуса Солнца, подтверждая, что существует дополнительный механизм ускорения солнечного ветра.

## Свойства солнечного ветра
Из-за солнечного ветра Солнце теряет ежесекундно около одного миллиона тонн вещества. Солнечный ветер состоит в основном из электронов, протонов и ядер гелия (альфа-частиц); ядра других элементов и неионизированных частиц (электрически нейтральных) содержатся в очень незначительном количестве.
Хотя солнечный ветер исходит из внешнего слоя Солнца, он не отражает состава элементов в этом слое, так как в результате процессов дифференциации содержание некоторых элементов увеличивается, а некоторых — уменьшается (FIP-эффект).
Интенсивность солнечного ветра зависит от изменений солнечной активности и его источников. Многолетние наблюдения на орбите Земли (около 150 млн км от Солнца) показали, что солнечный ветер структурирован и обычно делится на спокойный и возмущённый (спорадический и рекуррентный). Спокойные потоки, в зависимости от скорости, делятся на два класса: медленные (примерно 300—500 км/с около орбиты Земли) и быстрые (500—800 км/с около орбиты Земли).
Иногда к стационарному ветру относят область гелиосферного токового слоя, который разделяет области различной полярности межпланетного магнитного поля, и по своим свойствам близок к медленному ветру.
| Параметр               | Средняя величина | Медленный солнечный ветер | Быстрый солнечный ветер |
| ---------------------- | ---------------- | ------------------------- | ----------------------- |
| Плотность n, см−3      | 8,8              | 11,9                      | 3,9                     |
| Скорость V, км/с       | 468              | 327                       | 702                     |
| nV, см−2·с−1           | 3,8⋅108          | 3,9⋅108                   | 2,7⋅108                 |
| Темп. протонов Tp, К   | 7⋅104            | 3,4⋅104                   | 2,3⋅105                 |
| Темп. электронов Te, К | 1,4⋅105          | 1,3⋅105                   | 1,0⋅105                 |
| Te / Tp                | 1,9              | 4,4                       | 0,45                    |

### Медленный солнечный ветер
Медленный солнечный ветер порождается «спокойной» частью солнечной короны (областью корональных потоков) при её газодинамическом расширении: при температуре короны около 2⋅106 К корона не может находиться в условиях гидростатического равновесия, и это расширение при имеющихся граничных условиях должно приводить к разгону коронального вещества до сверхзвуковых скоростей. Нагрев солнечной короны до таких температур происходит вследствие конвективной природы теплопереноса в фотосфере Солнца: развитие конвективной турбулентности в плазме сопровождается генерацией интенсивных магнитозвуковых волн; в свою очередь при распространении в направлении уменьшения плотности солнечной атмосферы звуковые волны трансформируются в ударные; ударные волны эффективно поглощаются веществом короны и разогревают её до температуры (1—3)⋅106 К.

### Быстрый солнечный ветер
Потоки рекуррентного быстрого солнечного ветра испускаются Солнцем в течение нескольких месяцев и имеют период повторяемости при наблюдениях с Земли в 27 суток (период вращения Солнца). Эти потоки ассоциированы с корональными дырами — областями короны с относительно низкой температурой (примерно 0,8⋅106 К), пониженной плотностью плазмы (всего четверть плотности спокойных областей короны) и радиальным по отношению к Солнцу магнитным полем.

### Возмущённые потоки
К возмущённым потокам относят межпланетное проявление корональных выбросов массы (КВМ), а также области сжатия перед быстрыми КВМ и перед быстрыми потоками из корональных дыр. Почти в половине случаев наблюдений таких областей сжатия впереди них имеется межпланетная ударная волна. Именно в возмущённых потоках солнечного ветра межпланетное магнитное поле может отклоняться от плоскости эклиптики и содержать южную компоненту поля, которая приводит ко многим явлениям космической погоды (геомагнитной активности, включая магнитные бури). Ранее предполагалось, что возмущённые спорадические потоки вызываются солнечными вспышками, однако в настоящее время считается, что спорадические потоки в солнечном ветре обусловлены корональными выбросами. Вместе с тем и солнечные вспышки, и корональные выбросы связаны с одними и теми же источниками энергии на Солнце и между ними существует статистическая зависимость.
По времени наблюдения различных крупномасштабных типов солнечного ветра быстрые и медленные потоки составляют около 53 %: гелиосферный токовый слой 6 %, КВМ — 22 %, области сжатия перед быстрыми КВМ — 9 %, области сжатия перед быстрыми потоками из корональных дыр — 10 %, и соотношение между временем наблюдения различных типов сильно изменяется в цикле солнечной активности.

## Явления, порождаемые солнечным ветром
Благодаря высокой проводимости плазмы солнечного ветра магнитное поле Солнца оказывается вмороженным в истекающие потоки ветра и наблюдается в межпланетной среде в виде межпланетного магнитного поля.
Солнечный ветер образует границу гелиосферы, благодаря чему препятствует проникновению межзвёздного газа в Солнечную систему. Магнитное поле солнечного ветра значительно ослабляет приходящие извне галактические космические лучи. Местное повышение межпланетного магнитного поля приводит к краткосрочным понижениям космических лучей, Форбуш-понижениям, а крупномасштабные уменьшения поля приводят к их долгосрочным возрастаниям. Так в 2009 году, в период затянувшегося минимума солнечной активности, интенсивность излучения вблизи Земли выросла на 19 % относительно всех наблюдаемых ранее максимумов.
Солнечный ветер порождает на планетах Солнечной системы, обладающих магнитным полем, такие явления, как магнитосфера, полярные сияния и радиационные пояса планет.

## В культуре
«Солнечный ветер» — рассказ известного писателя-фантаста Артура Кларка (1963).